# پیش‌بینی عملکرد پروتئین
روش‌های پیش‌بینی عملکرد پروتئین روش‌هایی است که محققان بیوانفورماتیک برای تعیین نقش‌های بیولوژیکی یا بیوشیمیایی پروتئین‌ها از آن‌ها استفاده می‌کنند. این پروتئین‌ها معمولاً از آن دسته پروتئین‌هایی هستند که کمتر مورد مطالعه و پیش‌بینی براساس توالی یابی ژنوم قرار گرفته‌اند. این پیش‌بینی‌ها غالباً توسط روش‌های محاسباتی مبتنی بر داده‌ها به دست می‌آیند. این داده‌ها از طرق گوناگونی مانند هومولوژی توالی نوکلئیک اسیدها، ساختار دومین پروتئین، متن‌کاوی داده‌های منتشر شده، نمایش فیلوژنتیک، نمایش بیان ژن و بررسی عملکرد پروتئین‌ها با یکدیگر حاصل می‌شوند. عملکرد پروتئین‌ها طیف وسیعی را شامل می‌شود. برای مثال از عملکرد پروتئین‌ها می‌توان به کاتالیز واکنش‌های بیوشیمیایی، شناسایی میکروب‌ها و سلول‌های سرطانی ، انتقال موادی مانند گازهای تنفسی و سیگنال‌دهی اشاره کرد. همچنین یک پروتئین واحد ممکن است در چندین فرایند نقش داشته باشد.
به‌طور کلی می‌توان درنظر گرفت همه چیز یا از طریق پروتئین یا به واسطه آن صورت می‌گیرد. کنسرتیوم هستی‌شناسی ژن یک دسته‌بندی از عملکرد و توابع را فراهم می‌کند؛ این دسته‌بندی براساس یک دیکشنری واژه‌های تعریف شده به سه دسته اصلی عملکرد مولکولی، عملکرد سلولی، عملکرد بیولوژیکی تقسیم‌بندی می‌شود.
محققان با جست و جوی نام پروتئین یا کد یکتای رکورد می‌توانند رکود موردنظر را در پایگاه داده پیدا کنند و اصطلاحات و حاشیه نویسی مربوط به ژن را براساس شواهد محاسباتی یا تجربی به دست آورند.
با وجود فناوری‌هایی مانند آنالیز ریزآرایه و آران‌ای مداخله‌گر می‌توان عملکرد یک پروتئین را به صورت آزمایشی نشان داد؛ اما پیشرفت فناوری‌های توالی یابی باعث شده‌است سرعت به دست آمدن نتایج این آزمایش‌ها بسیار کمتر از سرعت پیدایش توالی‌های جدید باشد؛ بنابراین تفسیر توالی‌های جدید اغلب با پیش‌بینی از طریق روش‌های محاسباتی انجام می‌شود؛ این تفسیرها با سرعت بیشتر و همرمان برای چند ژن یا پروتئین امکان‌پذیر است.

## روش‌های پیش‌بینی عملکرد

### روش‌های براساس همولوژی
پروتئین‌هایی که توالی‌های یکسانی دارند معمولاً هم ساخت هستند و در نتیجه عملکردهای مشابهی دارند؛ بنابراین پروتئینی با یک توالی ژنوم جدید می‌تواند با استفاده از پروتئینی با توالی مشابه و شناخته شده تفسیر شود؛ گرچه همواره پروتئین‌های با توالی مشابه عملکرد یکسانی ندارند.
نمی‌توان برای توالی ژنوم، آستانه یا مرز حداقل شباهت برای ایمن بودن پیش‌بینی قرار داد. در بسیاری از پروتئین‌ها توالی مشابه بسیار کم دیده می‌شود اما عملکردشان مشابه است، در حالی که بعضی دیگر با وجود درصد بالایی از شباهت، عملکرد متفاوتی دارند. براساس یک قانون مبتنی بر تجربه، توالی‌هایی که بیش از ۳۰٪ الی ۴۰٪ مشابه باشند، معمولاً عملکردی یکسان یا بسیار مشابه دارند.
برای آنزیم‌ها، پیش‌بینی عملکردهای خاص بسیار دشوارتر است؛ زیرا آن‌ها تنها از چند باقی ماندهٔ کلیدی در محل‌های فعال خود استفاده می‌کنند، ازاین رو توالی‌های بسیار متفاوت می‌توانند عملکردهای یکسانی داشته باشند و توالی‌های حتی با ۷۰٪ شباهت ممکن است عملکرد کاملاً مشابهی نداشته باشند.